# مقبرة 54
مقبرة 54 وتعرف عالميا باسم KV54، وتقع في الوادي الشرقي بوادي الملوك بمصر، على بعد أمتار قليلة من مقبرة سيتي الأول (مقبرة 17). عثر عليها إدوارد راسل آيرتون في ديسمبر من عام 1907 أثناء قيامه بالتنقيبات الأثرية لمصلحة ثيودور ديفيز والممنوح حق التنقيب والحفر بوادي الملوك من قبل السلطات المصرية.
ويعد لفظ «المقبرة» مغالطا لحقيقة الاكتشاف ، فالمقبرة 54 لا تعدو عن كونها حفرة في جوف الأرض ضمت متعلقات المراسم الجنائزية الخاصة بتوت عنخ أمون ؛ وإن باتت أهميتها في إلقاء الضوء على وجود مقبرة لهذا الفرعون لم تكن قد اكتشف بعد من خلال قطعة من الكتان وجدت بها ومكتوب عليها بالهيراطيقية
| مقبرة 54 | الإله الطيب، سيد الأرضين، نپ خپرو رع، محبوب الإله مين - قصاصة من السنة السادسة | مقبرة 54 |

و نپ خپرو رع هو اسم الميلاد لتوت عنخ أمون

## صور لمتعلقات

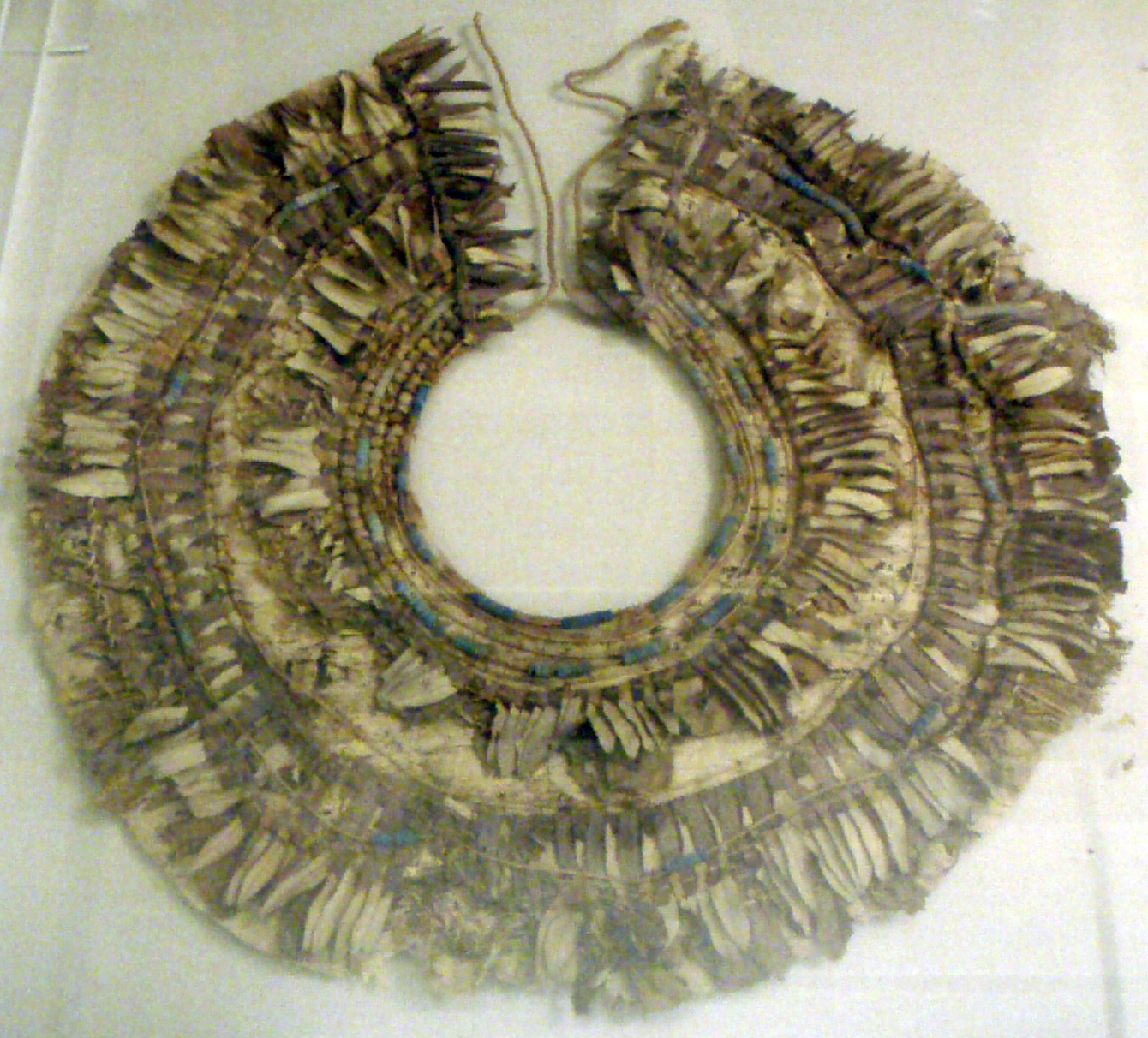
عقد وجد في المقبرة KV54, محفوظ الآن في متحف متروبوليتان في نيو يورك
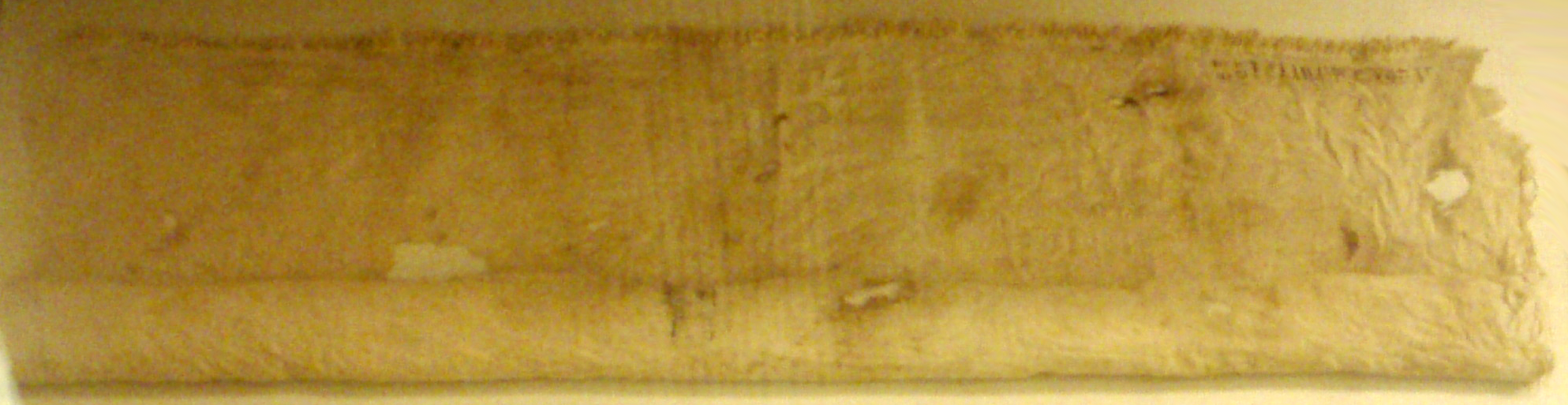
قماش كتان من المقبرة 54 عليها كتابة هيراطيقية تحمل اسم الولادة لتوت عنخ آمون. (متحف المتروبوليتان، نيو يورك .
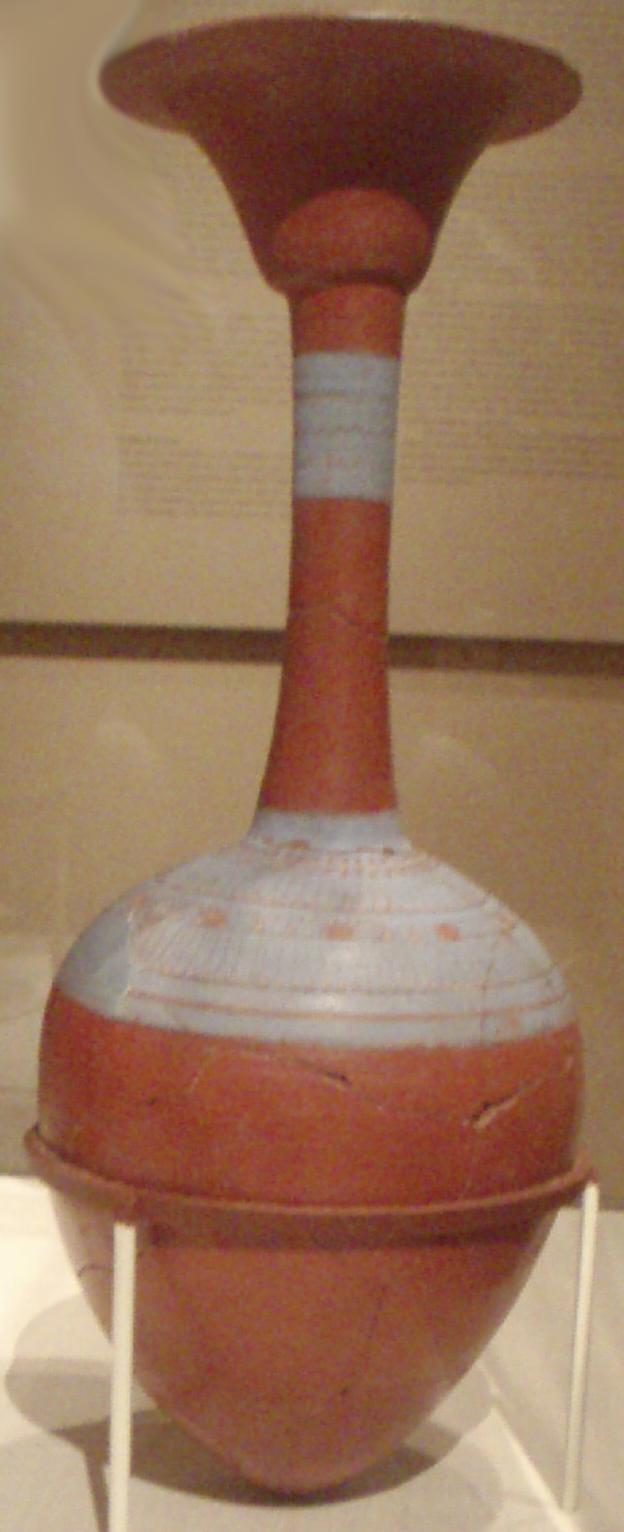
قاروزة مزخرفة من المقبرة 54، معروضة بمتحف متروبوليتان.
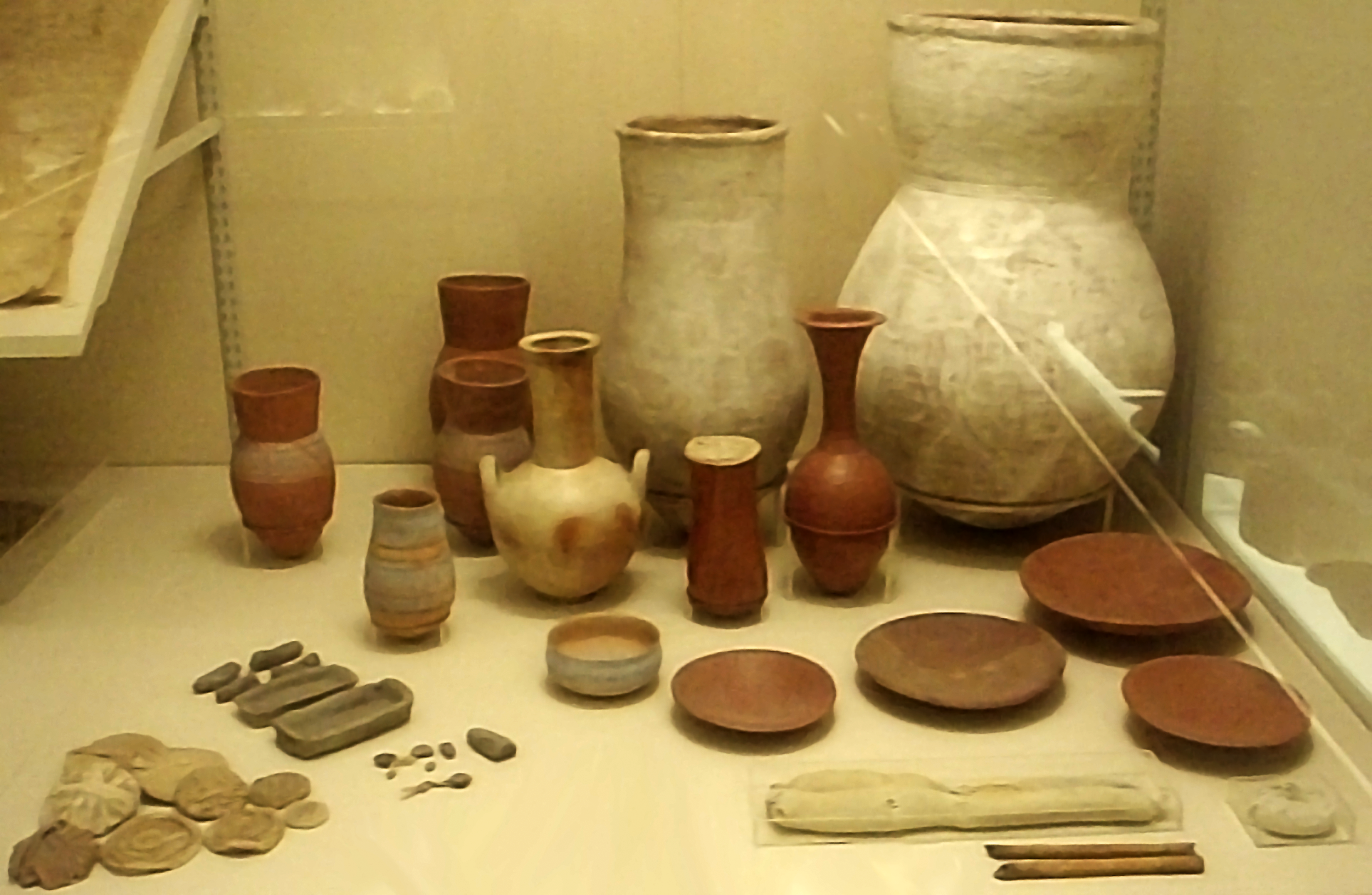
قوارير وأطباق من اتواع الفخار وأدوات أخرى من المقبرة 54 ، معروصة في متحف المتروبوليتان

## مطبوعات
- Davis, Theodore M. The Tombs of Harmhabi and Touatânkhamanou. London: Duckworth Publishing, 2001. ISBN 0-7156-3072-5
- Reeves, N & Wilkinson, R.H. The Complete Valley of the Kings, 1996, Thames and Hudson, London
- Siliotti, A. Guide to the Valley of the Kings and to the Theban Necropolises and Temples, 1996, A.A. Gaddis, Cairo
- Winlock, H.E. Materials Used in the Embalming of King Tut-ankh-Amun, 1941, New York.

## وصلات خارجية
- مشروع تخطيط طيبة: مقبرة 54 - يضم وصفا وصورا وخرائط للمقبرة.